# 16 : 9

Počet čtverců na šířku je 16 a na výšku 9 → tento obdélník má formát 16 : 9

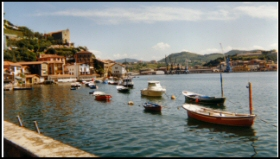
Příklad obrázku ve formátu 16 : 9

Jako 16 : 9 („16 ku 9“) se obyčejně označuje poměr stran u obrázků a videí, které jsou široké 16 jednotek a vysoké 9 jednotek. Poměr stran 16 : 9 se začal rozšiřovat v roce 2009 a začal nahrazovat dříve rozšířenější poměr stran 4 : 3. V současné době[kdy?] je to nejběžnější poměr stran, je využit nejčastěji ve formátech Full HD, Quad HD a Ultra HD.
Jsou dostupná i zobrazovací zařízení s číselně podobným poměrem stran 16 : 10, který se více blíží zlatému řezu.

## Rozlišení s poměrem stran 16:9
Rozlišení s poměrem stran 16 : 9 jsou uvedena v následující tabulce:
| Šířka | Výška | Standardní  |
| ----- | ----- | ----------- |
| 640   | 360   | nHD         |
| 720   | 405   |             |
| 854   | 480   | [ pozn. 1 ] |
| 960   | 540   | qHD         |
| 1024  | 576   |             |
| 1280  | 720   | HD          |
| 1366  | 768   | HD Ready    |
| 1600  | 900   | HD+         |
| 1920  | 1080  | Full HD     |
| 2048  | 1152  |             |
| 2560  | 1440  | QHD         |
| 2880  | 1620  |             |
| 3200  | 1800  | QHD+        |
| 3840  | 2160  | 4K UHD      |
| 4096  | 2304  | Full 4K UHD |
| 5120  | 2880  | 5K UHD      |
| 7680  | 4320  | 8K UHD      |
| 8192  | 4608  | Full 8K UHD |